# 红岩魂陈列馆
红岩魂陈列馆，位于重庆市沙坪坝区政法三村63号，隶属重庆歌乐山烈士陵园管理处。

## 历史
1963年，“重庆中美合作所集中营美蒋罪行展览馆”建成，原址是“中美特种技术合作所”阅兵台。该馆由重庆市博物馆筹建，1964年脱离重庆市博物馆独立。随着该馆举办的《红岩魂》展览在全国影响扩大，1999年该馆更名为“红岩魂陈列馆”。展览名称也从《歌乐忠魂 世代英华——中美合作所暨军统集中营史实展览》改为《红岩魂——白公馆、渣滓洞革命烈士斗争事迹展览》。
2008年7月9日，历时一年多兴建的红岩魂陈列总馆举办开馆仪式，中共重庆市委书记薄熙来、市委副书记张轩等领导出席，同1500多名群众共同参观了新馆。
该馆展览分为：（1）11·27大屠杀半景画馆；（2）图片、文物展览。